# Jevgenij Onegin (film, 1911)
Jevgenij Onegin (ryska: Евгений Онегин) är en rysk drama-stumfilm från 1911, regisserad av Vasilij Gontjarov. Filmens handling är baserad på Aleksandr Pusjkins roman Eugen Onegin.

## Rollista
- Pjotr Tjardynin – Onegin
- Ljubov Varjagina – Tatiana
- Aleksandra Gontjarova – Olga
- Aleksandr Gromov – Lenskij
- Arsenij Bibikov – Gremin
- Pjotr Birjukov [4]